# Condado de Ashley
El condado de Ashley (en inglés: Ashley County), fundado en 1848, es un condado del estado estadounidense de Arkansas. En el 2000 tenía una población de 24 209 habitantes con una densidad poblacional de 10.15 personas por km². La sede del condado es Hamburg.

## Geografía
Según la Oficina del Censo, el condado tiene un área total de 2432 km² (939 mi²), de la cual 2386 km² (921,2 mi²) es tierra y 46 km² (17,8 mi²) es agua.

### Condados adyacentes
- Condado de Drew  (norte)
- Condado de Chicot (este)
- Parroquia de Morehouse, Luisiana (sur)
- Parroquia de Union, Luisiana (suroeste)
- Condado de Union (oeste)
- Condado de Bradley (noreste)

### Ciudades y pueblos
- Crossett
- Fountain Hill
- Hamburg
- Montrose
- North Crossett
- Parkdale
- Portland
- West Crossett
- Wilmot

## Mayores autopistas
- U.S Route 82
- U.S. Route 165
- U.S. Route 425
- Carretera 8
- Carretera 133